# National League
De National League is een van de twee leagues die samen de Major League Baseball vormen. De league wordt ook wel the Senior Circuit genoemd, omdat de league 25 jaar voor de American League (andere league van de MLB) gevormd werd. De National League heeft 51 van de 118 (tot en met 2022) gespeelde World Series gewonnen.

## Huidige teams
| National League East - Atlanta Braves - Miami Marlins - New York Mets - Philadelphia Phillies - Washington Nationals | National League Central - Chicago Cubs - Cincinnati Reds - Milwaukee Brewers - Pittsburgh Pirates - St. Louis Cardinals | National League West - Arizona Diamondbacks - Colorado Rockies - Los Angeles Dodgers - San Diego Padres - San Francisco Giants |

## Kampioenschappen

### 1876 tot en met 1968
Vanaf de oprichting tot 1968 werd de titel bepaald in het competitieproces; het team met de hoogste kansen (aantal overwinningen gedeeld door het aantal games) won de titel. Voor deze procedure is gekozen omdat de teams, gezien de frequente spelonderbrekingen of afgelastingen (bijvoorbeeld door duisternis of slecht weer) in het verleden, zelden exact hetzelfde aantal keren speelden. Met hetzelfde winstgemiddelde (percentage, traditioneel uitgedrukt met drie cijfers achter de komma), werd viermaal een best-of-3-reeks beslist (in 1946, 1951, 1959 en 1962).
| Jaar | Kampioen                | Titel nummer | Gewonnen - Verloren | Gemiddelde | Manager                               |
| ---- | ----------------------- | ------------ | ------------------- | ---------- | ------------------------------------- |
| 1876 | Chicago White Stockings | 1            | 52 - 14             | .788       | Albert Spalding                       |
| 1877 | Boston Red Caps         | 1            | 42 - 18             | .700       | Harry Wright                          |
| 1878 | Boston Red Caps         | 2            | 41 - 19             | .683       | Harry Wright                          |
| 1879 | Providence Grays        | 1            | 59 - 25             | .702       | George Wright                         |
| 1880 | Chicago White Stockings | 2            | 67 - 17             | .798       | Cap Anson                             |
| 1881 | Chicago White Stockings | 3            | 56 - 28             | .667       | Cap Anson                             |
| 1882 | Chicago White Stockings | 4            | 55 - 29             | .655       | Cap Anson                             |
| 1883 | Boston Beaneaters       | 3            | 63 - 35             | .643       | Jack Burdock, John Morril             |
| 1884 | Providence Grays        | 2            | 94 - 28             | .750       | Frank Bancroft                        |
| 1885 | Chicago White Stockings | 5            | 67 - 25             | .777       | Cap Anson                             |
| 1886 | Chicago White Stockings | 6            | 90 - 34             | .726       | Cap Anson                             |
| 1887 | Detroit Wolverines      | 1            | 79 - 45             | .637       | Bill Watkins                          |
| 1888 | New York Giants         | 1            | 84 - 47             | .641       | Jim Mutrie                            |
| 1889 | New York Giants         | 2            | 83 - 43             | .659       | Jim Mutrie                            |
| 1890 | Brooklyn Bridegrooms    | 1            | 86 - 43             | .667       | Bill McGunnigle                       |
| 1891 | Boston Beaneaters       | 4            | 87 - 51             | .630       | Frank Selee                           |
| 1892 | Boston Beaneaters       | 5            | 102 - 48            | .680       | Frank Selee                           |
| 1893 | Boston Beaneaters       | 6            | 86 - 43             | .667       | Frank Selee                           |
| 1894 | Baltimore Orioles       | 1            | 89 - 39             | .695       | Ned Hanlon                            |
| 1895 | Baltimore Orioles       | 2            | 87 - 43             | .669       | Ned Hanlon                            |
| 1896 | Baltimore Orioles       | 3            | 90 - 39             | .698       | Ned Hanlon                            |
| 1897 | Boston Beaneaters       | 7            | 93 - 39             | .705       | Frank Selee                           |
| 1898 | Boston Beaneaters       | 8            | 102 - 47            | .685       | Frank Selee                           |
| 1899 | Brooklyn Superbas       | 2            | 101 - 47            | .682       | Ned Hanlon                            |
| 1900 | Brooklyn Superbas       | 3            | 82 - 54             | .603       | Ned Hanlon                            |
| 1901 | Pittsburgh Pirates      | 1            | 90 - 49             | .647       | Fred Clarke                           |
| 1902 | Pittsburgh Pirates      | 2            | 103 - 36            | .741       | Fred Clarke                           |
| 1903 | Pittsburgh Pirates      | 3            | 91 - 49             | .650       | Fred Clarke                           |
| 1904 | New York Giants         | 3            | 106 - 47            | .693       | John McGraw                           |
| 1905 | New York Giants         | 4            | 105 - 48            | .686       | John McGraw                           |
| 1906 | Chicago Cubs            | 7            | 116 - 38            | .763       | Frank Chance                          |
| 1907 | Chicago Cubs            | 8            | 107 - 45            | .704       | Frank Chance                          |
| 1908 | Chicago Cubs            | 9            | 99 - 55             | .643       | Frank Chance                          |
| 1909 | Pittsburgh Pirates      | 4            | 110 - 42            | .724       | Fred Clarke                           |
| 1910 | Chicago Cubs            | 10           | 104 - 50            | .675       | Frank Chance                          |
| 1911 | New York Giants         | 5            | 99 - 54             | .647       | John McGraw                           |
| 1912 | New York Giants         | 6            | 103 - 48            | .682       | John McGraw                           |
| 1913 | New York Giants         | 7            | 101 - 51            | .664       | John McGraw                           |
| 1914 | Boston Braves           | 9            | 94 - 59             | .614       | George Stallings                      |
| 1915 | Philadelphia Phillies   | 1            | 90 - 62             | .592       | Pat Moran                             |
| 1916 | Brooklyn Robins         | 4            | 94 - 60             | .610       | Wilbert Robinson                      |
| 1917 | New York Giants         | 8            | 98 - 56             | .638       | John McGraw                           |
| 1918 | Chicago Cubs            | 11           | 84 - 45             | .651       | Fred Mitchell                         |
| 1919 | Cincinnati Reds         | 1            | 96 - 44             | .686       | Pat Moran                             |
| 1920 | Brooklyn Robins         | 5            | 93 - 61             | .604       | Wilbert Robinson                      |
| 1921 | New York Giants         | 9            | 94 - 59             | .614       | John McGraw                           |
| 1922 | New York Giants         | 10           | 93 - 61             | .604       | John McGraw                           |
| 1923 | New York Giants         | 11           | 95 - 58             | .621       | John McGraw                           |
| 1924 | New York Giants         | 12           | 93 - 60             | .608       | John McGraw                           |
| 1925 | Pittsburgh Pirates      | 5            | 95 - 58             | .621       | Bill McKechnie                        |
| 1926 | St. Louis Cardinals     | 1            | 89 - 85             | .578       | Rogers Hornsby                        |
| 1927 | Pittsburgh Pirates      | 6            | 94 - 60             | .610       | Donie Bush                            |
| 1928 | St. Louis Cardinals     | 2            | 95 - 59             | .617       | Bill McKechnie                        |
| 1929 | Chicago Cubs            | 12           | 98 - 54             | .645       | Joe McCarthy                          |
| 1930 | St. Louis Cardinals     | 3            | 92 - 62             | .597       | Gabby Street                          |
| 1931 | St. Louis Cardinals     | 4            | 101 - 53            | .656       | Gabby Street                          |
| 1932 | Chicago Cubs            | 13           | 90 - 64             | .584       | R. Hornsby (53-44), C. Grimm (37-20)  |
| 1933 | New York Giants         | 13           | 91 - 61             | .599       | Bill Terry                            |
| 1934 | St. Louis Cardinals     | 5            | 95 - 58             | .621       | Frankie Frisch                        |
| 1935 | Chicago Cubs            | 14           | 100 - 54            | .649       | Charlie Grimm                         |
| 1936 | New York Giants         | 14           | 92 - 62             | .597       | Bill Terry                            |
| 1937 | New York Giants         | 15           | 85 - 57             | .625       | Bill Terry                            |
| 1938 | Chicago Cubs            | 15           | 89 - 83             | .588       | C. Grimm (45-36), G. Hartnett (44-27) |
| 1939 | Cincinnati Reds         | 2            | 97 - 57             | .630       | Bill McKechnie                        |
| 1940 | Cincinnati Reds         | 3            | 100 - 53            | .654       | Bill McKechnie                        |
| 1941 | Brooklyn Dodgers        | 6            | 100 - 54            | .649       | Leo Durocher                          |
| 1942 | St. Louis Cardinals     | 6            | 106 - 48            | .688       | Billy Southworth                      |
| 1943 | St. Louis Cardinals     | 7            | 105 - 49            | .682       | Billy Southworth                      |
| 1944 | St. Louis Cardinals     | 8            | 105 - 49            | .682       | Billy Southworth                      |
| 1945 | Chicago Cubs            | 16           | 98 - 68             | .636       | Charlie Grimm                         |
| 1946 | St. Louis Cardinals*    | 9            | 98 - 58             | .628       | Eddie Dyer                            |
| 1947 | Brooklyn Dodgers        | 7            | 94 - 60             | .610       | Sukeforth (1-0), Shotton (93-60)      |
| 1948 | Boston Braves           | 10           | 91 - 62             | .595       | Billy Southworth                      |
| 1949 | Brooklyn Dodgers        | 8            | 97 - 57             | .630       | Burt Shotton                          |
| 1950 | Philadelphia Phillies   | 2            | 91 - 63             | .591       | Eddie Sawyer                          |
| 1951 | New York Giants*        | 16           | 98 - 59             | .624       | Leo Durocher                          |
| 1952 | Brooklyn Dodgers        | 9            | 96 - 57             | .627       | Chuck Dressen                         |
| 1953 | Brooklyn Dodgers        | 10           | 105 - 49            | .682       | Chuck Dressen                         |
| 1954 | New York Giants         | 17           | 97 - 57             | .630       | Leo Durocher                          |
| 1955 | Brooklyn Dodgers        | 11           | 98 - 55             | .641       | Walt Alston                           |
| 1956 | Brooklyn Dodgers        | 12           | 93 - 61             | .604       | Walt Alston                           |
| 1957 | Milwaukee Braves        | 11           | 95 - 59             | .617       | Fred Haney                            |
| 1958 | Milwaukee Braves        | 12           | 92 - 62             | .597       | Fred Haney                            |
| 1959 | Los Angeles Dodgers*    | 13           | 88 - 68             | .564       | Watt Alston                           |
| 1960 | Pittsburgh Pirates      | 7            | 95 - 59             | .617       | Danny Murtaugh                        |
| 1961 | Cincinnati Reds         | 4            | 93 - 61             | .604       | Fred Hutchinson                       |
| 1962 | San Francisco Giants*   | 18           | 103 - 62            | .624       | Al Dark                               |
| 1963 | Los Angeles Dodgers     | 14           | 99 - 63             | .611       | Walt Alston                           |
| 1964 | St. Louis Cardinals     | 10           | 93 - 69             | .574       | Johnny Keane                          |
| 1965 | Los Angeles Dodgers     | 15           | 97 - 65             | .599       | Walt Alston                           |
| 1966 | Los Angeles Dodgers     | 16           | 95 - 67             | .586       | Walt Alston                           |
| 1967 | St. Louis Cardinals     | 11           | 101 - 60            | .627       | Red Schoendienst                      |
| 1968 | St. Louis Cardinals     | 12           | 97 - 65             | .599       | Red Schoendienst                      |

American League:

Oostdivisie:
Baltimore Orioles ·
Boston Red Sox ·
New York Yankees ·
Tampa Bay Rays ·
Toronto Blue Jays

Centrumdivisie:
Chicago White Sox ·
Cleveland Guardians ·
Detroit Tigers ·
Kansas City Royals ·
Minnesota Twins

Westdivisie:
Houston Astros ·
Los Angeles Angels ·
Oakland Athletics ·
Seattle Mariners ·
Texas Rangers
National League:

Oostdivisie:
Atlanta Braves ·
Miami Marlins ·
New York Mets ·
Philadelphia Phillies ·
Washington Nationals

Centrumdivisie:
Chicago Cubs ·
Cincinnati Reds ·
Milwaukee Brewers ·
Pittsburgh Pirates ·
St. Louis Cardinals

Westdivisie:
Arizona Diamondbacks ·
Colorado Rockies ·
Los Angeles Dodgers ·
San Diego Padres ·
San Francisco Giants
World Series · Major League Baseball All-Star Game